# Вага (герб)
Вага (Потій (Поцей), пол. Waga, Pociej (Pociey)) - шляхетський напівпромовистий герб русько-литовського походження, який використовувала низка шляхетських родів Великого Князівства Литовського, Королівства Яґеллонів, Речі Посполитої, в тому числі сучасних України та Білорусі.

## Опис герба
У блакитному полі звернений рогами вниз срібний півмісяць, у нього закарбовано подвійний срібний хрест, продовження якого, розходячись донизу, в кінцях загнуто догори під кутом. Кінці цих ліній з'єднані між собою, перетинаються поперечною лінією. Внизу, у просторі, що залишається між зазначеними лініями, поміщається Корчак (три насічки). В клейноді три страусині пера. Намет блакитний, підбитий сріблом. 
Схожий герб, але на червоному полі, отримав назву від відомого прізвища Потій (Поцей, Pociey, Pociej), роду якого він належав.

## Роди
Абрамовичі (Abramowicz), Абрамовські (Abramowski), Адамовичі (Adamowicz), Ваги (Waga), Вертелі (Wertel), Воєвудські (Воєводські) (Wojewódzki), Вороневські (Woroniewski), Гезелехти (Heeselecht), Ґердзевичі (Gierdziewicz), Годелевські (Godelewski), Гржимали (Grzymała), Гриневецькі (Hryniewiecki), Жмітровські (Żmitrowski), Жуковські (Żukowski), Калиновські (Kalinowski), Кнебелі (Knebel), Колупайло (Kołupajło), Конопатські (Konopatski), Конопацькі (Konopacki), Контрими (Kontrym), Корженевські, Корженівські (Korzeniewski), Корженьовські (Korzeniowski), Корінчевські, Коссовські (Kossowski), Лабуни (Łabuna), Лендзевичі (Lendziewicz), Левоновичі (Lewonowicz), Мецевичі (Miecewicz), Мілевські (Milewski), Міцевичі (Micewicz), Можейки-Корженівські та Можейки-Корінчевські (Możejko-Korzeniewski), Непокойчицькі (Niepokojczycki), Охоцімські (Ochocimski), Охоцінські (Ochociński), Патеєвичі (Patejewicz), Патеї (Patej), Подолецькі (Podolecki), Потії (Поцеї) (Pociej), зокрема, предстоятель УГКЦ Іпатій (Потій)), Раковичі (Rakowicz), Рисі (Ryś), Сперлінги (Шперлінги) (Sperling), Стасюлевичі (Stasiulewicz), Шульци (Szulc), Щеповичі (Szczepowicz).
До герба "Потій" (Pociey) належало 4 родини: Корженьовські (Korzeniowski), Непокойчицькі (Niepokojczycki), Поцеї (Pociej), Потеї (Potej). За часів Російської імперії, рід Непокойчицьких розділився на чотири гілки, внесених в VI частину родовідної книги Волинської, Київської, Мінської та Могилевської губерній.